# WTA Newport (Gwent)
Das WTA Newport (offiziell: Green Shield Welsh Open) war ein Tennisturnier der WTA Tour, das in Newport, Gwent ausgetragen wurde.

## Siegerliste

### Einzel
| Jahr | Siegerin       | Finalgegnerin      | Ergebnis |
| ---- | -------------- | ------------------ | -------- |
| 1971 | Virginia Wade  | Judy Tegart Dalton | 6:3, 6:4 |
| 1972 | Kerry Melville | Virginia Wade      | 7:5, 6:2 |

### Doppel
| Jahr | Siegerinnen                | Finalgegnerinnen            | Ergebnis |
| ---- | -------------------------- | --------------------------- | -------- |
| 1971 | Helen Gourlay Kerry Harris | Gail Chanfreau Winnie Shaw  | 6:3, 8:6 |
| 1972 | Judy Dalton Betty Stöve    | Kerry Harris Kerry Melville | 7:5, 6:4 |